# Marija Jaremčuková
Marija Nazarivna Jaremčuková (ukrajinsky Марія Назарівна Яремчук; * 2. března 1993 Černovice) je ukrajinská zpěvačka a finalistka pěvecké reality-show Hlas Ukrajiny.
V roce 2012 reprezentovala Ukrajinu na mezinárodní soutěži mladých interpretů Nová vlna, kde se umístila 3. místě.
21. prosince 2013 zvítězila v národním kole a reprezentovala Ukrajinu na Eurovision Song Contest 2014 s písní „Tick-Tock“.

## Biografie
Marija Jaremčuková se narodila 2. března 1993 ve městě Černovice do rodiny lidového umělce Nazarije Nazaroviče Jaremčuka. Její otec zemřel na rakovinu žaludku, když byly Marije teprve 2 roky. Má dva bratry – Nazarije a Dmitrije, a starší sestru Věru z matčina prvního manželství.
V roce 2009 Marija zakončila černovické gymnázium a nastoupila na Městskou akademie cirkusového a varietního umění v Kyjevě, kde se umělecky rozvíjela. Rovněž studovala mezinárodní vztahy na Fakultě dějin politologie Černovické státní univerzity.

## Kariéra

### Hlas Ukrajiny
V roce 2012 se účastnila soutěže GolosUkrajiny (Hlas Ukrajiny), v týmu s Alexandrem Ponomarevem zaujala 4. místo.

### Nová vlna
V dubnu 2012 prošla konkurzem na soutěž Новая волна 2012 (Nová vlna 2012) a stala se ukrajinskou reprezentantkou. Soutěžila s písněmi „Homeless“ od Leony Lewis (obdržela 97 bodů, 1. místo), „Teče voda“ od Sofie Rotaru (95 bodů, 2. místo) a vlastní píseň „Vesna“ (3. místo). Za svoji účast obdržela cenu diváků a dostala možnost natočit videoklip.

### So mnoj opjať
V říjnu 2012 představila píseň „So mnoj opjať“ z pera Konstantin Meladze a Andreje Francuza. Videoklip písně v režii Sergeje Tkačenka měl premiéru 26. listopadu. Spekulovalo se, že zpěvačka se připojí k populární formaci VIA Gra.

### Eurovision Song Contest

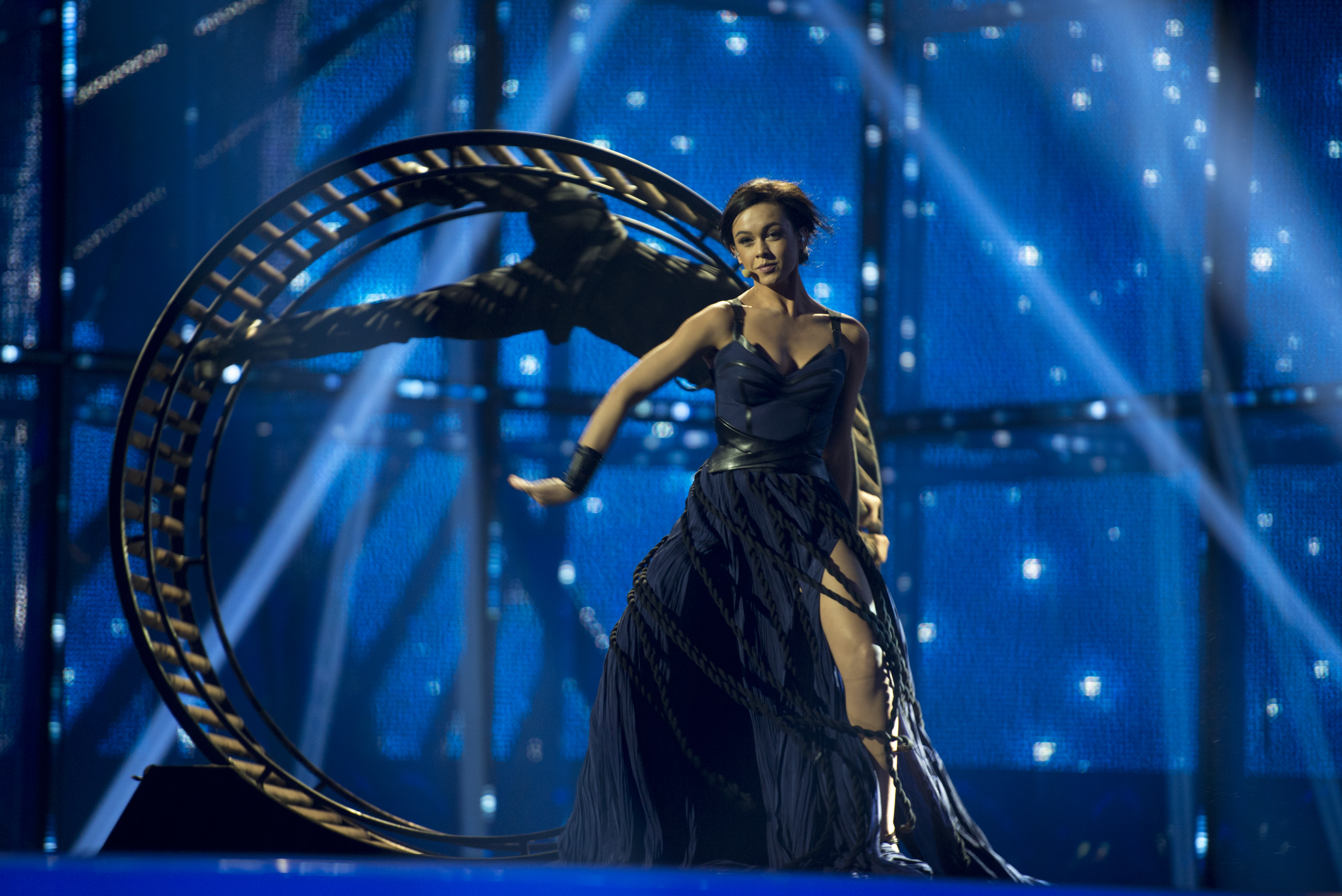
Marija Jaremčuková na Eurovision Song Contest 2014 s písní „Tick-Tock“

V prosinci 2013 s písní „Tick-Tock“ vyhrála ukrajinské národní kolo a získala tak možnost reprezentovat Ukrajinu na Eurovision Song Contest 2014. V květnu 2014 ve finále skončila na 6. místě.

## Diskografie

### Singly
- 2012: „So mnoj opjat“
- 2012: „Imagine“
- 2013: „Tebe ja znajdu“
- 2014: „Tick-Tock“
- 2016: „Do tebe“
- 2017: „Ty v meni je“
- 2017: „Do nestjamy“
- 2018: „Nazavždy“
- 2023: „Ščyt i meč“